# Luigi Ganna

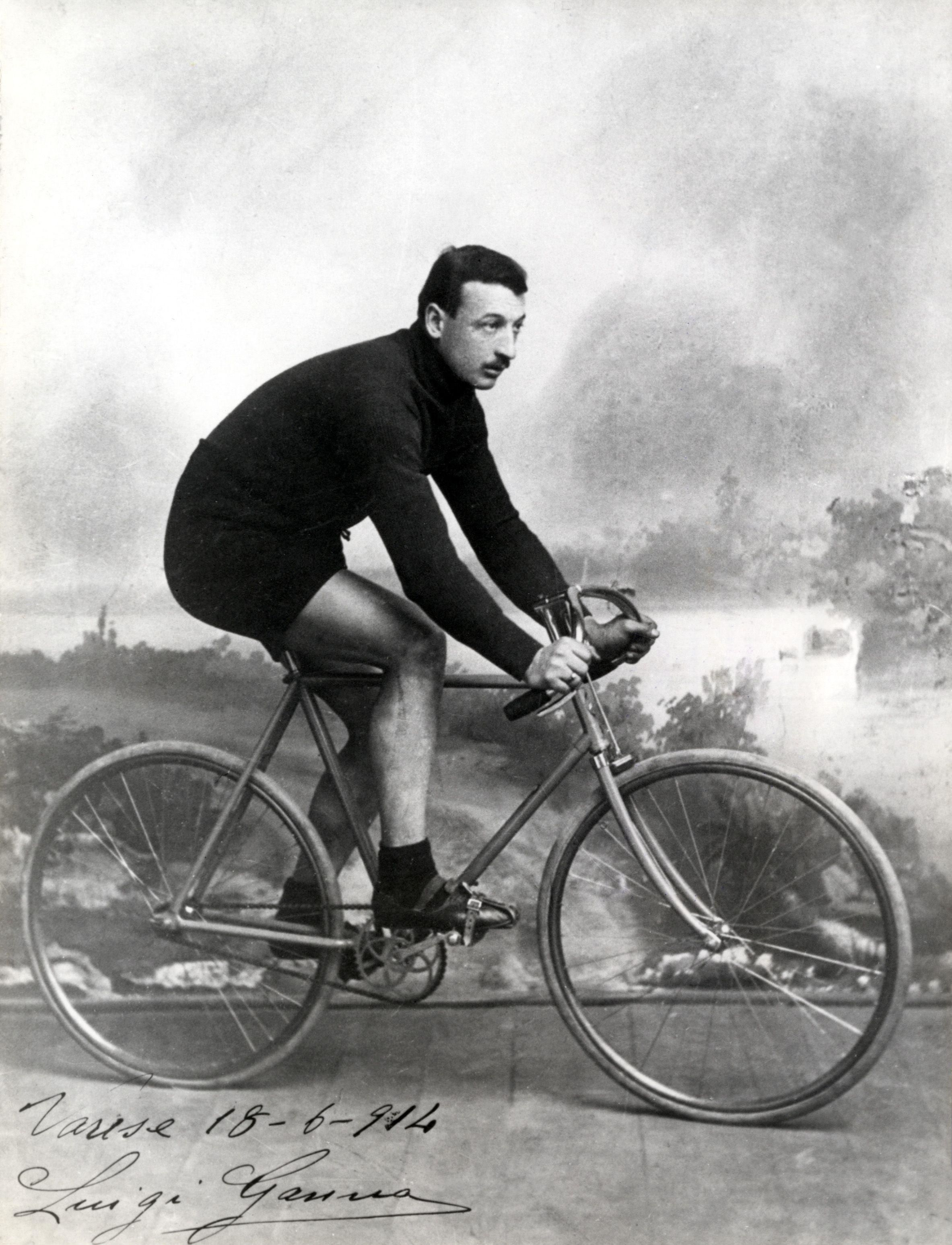
Luigi Ganna

Luigi Ganna (* 1. Dezember 1883 in Induno Olona (VA); † 2. Oktober 1957 in Varese) war ein italienischer Radrennfahrer und der erste Gesamtsieger des Giro d’Italia.

## Werdegang
Luigi Ganna war von Beruf Maurer. Täglich fuhr er mit dem Fahrrad 60 Kilometer von seinem Heimatsort aus zu seiner Arbeitsstelle nach Mailand. Dank dieser täglichen Fahrten verfügte er über eine hervorragende Kondition. Seine Karriere als Berufs-Radfahrer begann er im Jahr 1904. 1906 gewann er das Rennen Coppa Val d’Olona. Nach Siegen bei kleineren Rennen startete er 1908 bei der Tour de France und beendete sie als Fünfter. Im Jahr darauf gewann er den heutigen Klassiker Mailand–Sanremo, ehe er wenige Wochen später zu den 127 Startern des erstmals ausgetragenen Giro d’Italia zählte. Mit insgesamt drei Etappensiegen sicherte er sich auch souverän den Gesamtsieg. 1910 startete er abermals beim Giro, wurde trotz wiederum drei Etappensiegen aber nur Dritter in der Gesamtwertung. 1912 gewann er wieder die Gesamtwertung der Italien-Rundfahrt, jedoch wurde diese Ausgabe nur als Teamwertung ausgetragen und Ganna gehörte zu den vier Fahrern der siegreichen Mannschaft Atala. 1915 beendete er seine Profi-Karriere.
Dank seiner Erfolge konnte sich Ganna ein Haus und eine Werkstatt kaufen, in der er Fahrräder baute. Auf einem seiner Räder gewann er 1920 den 600 Kilometer langen Gran Fondo La Seicento, was eine große Werbung für seine Firma bedeutete. 1951 gewann Fiorenzo Magni den Giro d’Italia auf einem Ganna-Rad.
Ganna starb am 2. Oktober 1957 im Alter von 73 Jahren in Varese.

## Erfolge
| 1906 - Mailand–Piano dei Giovi–Mailand 1907 - Sanremo–Ventimiglia–Sanremo 1909 - Giro d’Italia + 4., 5. und 7. Etappe - Mailand–Sanremo | 1910 - 6., 7. und 10. Etappe Giro d’Italia - Giro dell’Emilia - Milano–Modena 1912 - Giro d’Italia (gemeinsam mit Carlo Galetti, Giovanni Michelotto und Eberardo Pavesi; nur als Teamwertung ausgetragen) |